# Harpinia zavodniki
Harpinia zavodniki is een vlokreeftensoort uit de familie van de Phoxocephalidae. De wetenschappelijke naam van de soort is voor het eerst geldig gepubliceerd in 1987 door Karaman.